# Коньяк-Сюд
Конья́к-Сюд (фр. Cognac-Sud) — кантон во Франции, находится в регионе Пуату — Шаранта, департамент Шаранта. Входит в состав округа Коньяк.
Код INSEE кантона — 1633. Всего в кантон Коньяк-Сюд входят 8 коммун, из них главной коммуной является Коньяк.
Население кантона на 2007 год составляло 19 074 человека.
Коммуны кантона:
- Ар
- Жаврезак
- Жимё
- Коньяк
- Лузак-Сент-Андре
- Мерпен
- Сен-Лоран-де-Коньяк
- Шатобернар